# Eurya laotica
Eurya laotica är en tvåhjärtbladig växtart som beskrevs av François Gagnepain. Eurya laotica ingår i släktet Eurya och familjen Pentaphylacaceae. Inga underarter finns listade i Catalogue of Life.